# Бостанджиовци
Бостанджиовци или Бостановци е бивше село в Република Гърция на територията на днешния дем Преспа, област Западна Македония.

## География
Селото е било разположено в областта Голема Преспа и е махала на Ръмби (Лемос).

## История
Селото се споменава в османски дефтер от 1530 година под името Бощани, хас на падишаха, с 16 ханета гяури и 16 ергени гяури.
В XIX век Бостанджиовци е албанско село в нахия Долна Преспа на Битолската каза на Османската империя. По време на Илинденско-Преображенското въстание в 1903 година Бостанджиовци е нападнато от български чети.
През Балканската война в селото влизат гръцки части, а след Междусъюзническата война Бостанджиовци попада в Гърция.